# Antoine Bourseiller
Pour les articles homonymes, voir Bourseiller.
Antoine Bourseiller, né le 8 juillet 1930 à Paris et mort le 21 mai 2013 à Arles, est un comédien français, metteur en scène et directeur de théâtre et d'opéra.

## Biographie
Antoine Bourseiller est le fils de Marcel Bourseiller, directeur de sociétés, et de Denise Fisteberg. Il étudie au lycée de Rabat (Maroc). Elève de Jean Vilar, Antoine Bourseiller est un des grands noms du théâtre français. Il a notamment collaboré tout au long de sa carrière avec Brigitte Bardot, Danièle Delorme, Maria Casarès, Suzanne Flon, Gérard Philipe, Jean-Louis Barrault, Jean-Luc Godard, Samuel Beckett, Günter Grass ou encore Michel Simon. Il apparaît dans Masculin féminin de Jean-Luc Godard, où on le voit faire répéter Brigitte Bardot dans un café.
En 1960, avec Mélissa, il remporte le Concours des Jeunes Compagnies. De 1960 à 2005, il a dirigé plusieurs théâtres, dont le Studio des Champs-Élysées (1960-1963), le Théâtre de Poche Montparnasse (1964-1966), le Centre dramatique du Sud-Est (1967-1975) basé à Aix-en-Provence puis à Marseille, où il dirige le Théâtre du Gymnase à Marseille, le Théâtre Récamier (1975-1978), le Théâtre d'Orléans (1980-1982), l’Opéra de Nancy et de Lorraine (1982-1996), Les Soirées d’Été de Gordes (1994-2000) et le Théâtre de Tarascon (2002-2005).
Il meurt le 21 mai 2013 à l'âge de 82 ans.

### Famille
Alors qu'Agnès Varda porte leur enfant, Rosalie Varda, la future costumière de cinéma et de théâtre, il la quitte pour épouser la comédienne Chantal Darget et devient ainsi le beau-père du comédien, écrivain et journaliste Christophe Bourseiller.
Avec Chantal Darget il aura une fille, la torera Marie Sara.

## Filmographie

### En tant que réalisateur
- 1964 : Marie Soleil
- 1969 : Le Balcon de Jean Genet.

### En tant qu'acteur
- 1957 : Le Jeu de la nuit de Daniel Costelle
- 1958 : L'Opéra-Mouffe court métrage d'Agnès Varda
- 1961 : Les Amours célèbres de Michel Boisrond
- 1962 : Les Culottes rouges d'Alex Joffé
- 1962 : Cléo de 5 à 7 d'Agnès Varda
- 1964 : Aurélia court métrage d'Anne Dastrée
- 1966 : Masculin féminin de Jean-Luc Godard
- 1966 : La Guerre est finie d'Alain Resnais
- 1975 : Moi, Pierre Rivière, ayant égorgé ma mère, ma sœur et mon frère... de René Allio
- 1977 : A. Constant de Christine Laurent
- 1979 : Joséphine ou la Comédie des ambitions de Robert Mazoyer
- 1980 : Un mauvais fils de Claude Sautet
- 1981 : Clara et les Chics Types de Jacques Monnet
- 1984 : Série noire : L'Ennemi public n° 2 d'Édouard Niermans
- 1985 : Série noire : Pas de vieux os de Gérard Mordillat
- 1988 : Trois Places pour le 26 de Jacques Demy
- 2013 : Le Grand Retournement de Gérard Mordillat

## Théâtre

### Comédien
- 1956 : Le Miroir d'Armand Salacrou, mise en scène Henri Rollan, Théâtre des Ambassadeurs
- 1959 : Les Amants d'Octave Mirbeau, mise en scène Antoine Bourseiller, Théâtre de Carcassonne
- 1961 : La Mouette d'Anton Tchekhov, mise en scène Sacha Pitoëff, Théâtre Moderne
- 1962 : Chemises de nuit d'Eugène Ionesco, François Billetdoux et Jean Vauthier, mise en scène Antoine Bourseiller, Théâtre des Champs-Élysées
- 1963 : Le Vicaire de Rolf Hochhuth, mise en scène François Darbon, Théâtre de l'Athénée : le Père Riccardo[4].
- 1971 : Le Misanthrope de Molière, mise en scène Antoine Bourseiller, Théâtre du Gymnase, Théâtre de l'Odéon
- 1974 : Cesare 1950 de Jean-Pierre Bisson, mise en scène de l'auteur, Festival d'Avignon
- 1975 : Cesare 1950 de Jean-Pierre Bisson, mise en scène de l'auteur, Théâtre national de Nice
- 1979 : Rue du théâtre de Régis Santon, mise en scène Marie-France Santon, Festival d'Avignon

- 2002 : Festen de Thomas Vinterberg, mise en scène Daniel Benoin, Théâtre national de Nice
- 2003 : Festen de Thomas Vinterberg, mise en scène Daniel Benoin, Théâtre du Rond-Point
- 2004 : Festen de Thomas Vinterberg, mise en scène Daniel Benoin, Théâtre national de Nice, Théâtre La Criée

### Metteur en scène
- 1956 : Deux Interludes : Saint Elie de Gueuce et Catherine Aulnaie de Patrice de La Tour du Pin, théâtre de Poche-Montparnasse
- 1958 : La Marianne de Tristan L'Hermite, théâtre du Tertre
- 1959 : Angèle d’Alexandre Dumas, théâtre de la Gaîté-Montparnasse
- 1959 : Mademoiselle Julie d'August Strindberg, théâtre de Carcassonne
- 1959 : Les Amants d'Octave Mirbeau, théâtre de Carcassonne

- 1960 : Les Amants d'Octave Mirbeau, Studio des Champs-Elysées
- 1960 : Melissa de Níkos Kazantzákis, Théâtre de l'Alliance française
- 1960 : Comme tu me veux de Luigi Pirandello, Studio des Champs-Elysées
- 1960 : La Mort d’Agrippine veuve de Germanicus de Cyrano de Bergerac, Studio des Champs-Élysées
- 1960 : Rodogune de Corneille, Théâtre Sarah Bernhardt
- 1961 : Va donc chez Törpe de François Billetdoux, Studio des Champs-Elysées
- 1961 : Le Médium de Gian Carlo Menotti, Opéra de Marseille
- 1961 : La Ménagerie de verre de Tennessee Williams, Théâtre des Célestins
- 1962 : Axël d'Auguste de Villiers de L'Isle-Adam, Studio des Champs-Elysées
- 1962 : Délire à deux d'Eugène Ionesco, Studio des Champs-Elysées
- 1962 : Chemises de nuit d'Eugène Ionesco, François Billetdoux et Jean Vauthier, Théâtre des Champs-Élysées
- 1962 : Dans la jungle des villes de Bertolt Brecht, Studio des Champs-Élysées
- 1963 : Les Parachutistes de Jean Cau, Studio des Champs-Elysées
- 1963 : Foudroyé d'Antoine Bourseiller, Théâtre des Champs-Élysées
- 1965 : L'Amérique de Max Brod d'après Franz Kafka, Odéon-Théâtre de France
- 1965 : Lettres portugaises, Poche Montparnasse
- 1965 : Victimes du devoir d'Eugène Ionesco, Poche Montparnasse
- 1965 : L'Esclave d'Amiri Baraka, Poche Montparnasse
- 1965 : Le Métro fantôme de LeRoi Jones, Poche Montparnasse
- 1966 : Bertrand, Strip-tease et En pleine mer de Sławomir Mrożek, Poche Montparnasse
- 1966 : À Memphis il y a un homme d'une force prodigieuse de Jean Audureau, Festival du Marais Hôtel de Béthune-Sully
- 1966 : Leçons de français pour Américains, La Jeune Fille à marier et Au pied du mur d'Eugène Ionesco, Poche Montparnasse
- 1967 : Dom Juan de Molière, Comédie-Française
- 1967 : Silence, l'arbre remue encore de François Billetdoux, Festival d'Avignon
- 1967 : La Baye de Philippe Adrien, Festival d'Avignon, Théâtre de Chaillot
- 1967 : Crénom d'après Charles Baudelaire et Eugène Ionesco
- 1967 : L'objet fait le moine d'Eugène Ionesco
- 1968 : America Hurrah de Jean-Claude van Itallie et Bernard Giquel
- 1969 : Le Balcon de Jean Genet, Théâtre du Gymnase

- 1970 : Jean Harlow contre Billy the Kid de Michael McClure, adaptation Roland Dubillard, Poche Montparnasse
- 1970 : Oh ! America ! d'Antoine Bourseiller, Théâtre du Gymnase
- 1971 : Le Misanthrope de Molière, Théâtre du Gymnase, Théâtre de l'Odéon
- 1971 : Les Brigands de Friedrich von Schiller, Théâtre du Gymnase
- 1972 : Les Veufs de Bernard Mazeas, Théâtre du Gymnase
- 1973 : Onirocri d'Antoine Bourseiller, Théâtre du Gymnase
- 1973 : Phèdre de Racine, Théâtre du Gymnase
- 1973 : Le Métro fantôme de Leroi Jones, Théâtre Récamier
- 1974 : La Clémence de Titus de Mozart, Festival d'Aix-en-Provence, Opéra de Marseille
- 1974 : Jean Harlow contre Billy the Kid de Michael McClure, Nouveau Théâtre national de Marseille, Théâtre de Nice
- 1975 : Dialogues avec Leuco de Cesare Pavese, Comédie-Française au Petit Odéon
- 1975 : Le Balcon de Jean Genet, Théâtre du Gymnase
- 1975 : Kennedy's Children de Robert Patrick, Théâtre Récamier
- 1976 : La Tour d'Hugo von Hofmannsthal, Théâtre Récamier
- 1976 : Phèdre de Jean Racine, Théâtre Récamier
- 1977 : Jean Harlow contre Billy the Kid de Michael McClure, Théâtre Récamier
- 1978 : Rimbaud, ou Le Fils du soleil de Lorenzo Ferrero, Festival d'Avignon
- 1978 : Six personnages en quête d'auteur de Luigi Pirandello, Comédie-Française
- 1978 : Crénom d'après Charles Baudelaire et Eugène Ionesco, Théâtre d'Orsay
- 1979 : S.T. de Federico García Lorca, Théâtre Montparnasse

- 1980 : Le Barbier de Séville de Gioacchino Rossini
- 1980 : Naïs de Jean-Philippe Rameau, Opéra royal de Versailles
- 1980 : Mireille de Charles Gounod, Théâtre antique d'Arles
- 1980 : L'Échange de Paul Claudel, Théâtre Marie Stuart
- 1982 : Carmen de Georges Bizet
- 1982 : Wozzeck d'Alban Berg
- 1983 : Le Directeur de théâtre de Mozart
- 1983 : Andalousie de Francis Lopez, livret Raymond Vincy et Albert Willemetz
- 1984 : Boulevard solitude de Hans Werner Henze, Opéra national de Lorraine
- 1985 : La Traviata de Giuseppe Verdi, Opéra national de Lorraine
- 1985 : Erwartung d'Arnold Schönberg, Opéra national de Lorraine
- 1985 : La Cantate d'Octobre d'après Karl Marx, Friedrich Engels, Lénine, Opéra national de Lorraine
- 1985 : L'Auberge du Cheval-Blanc de Ralph Benatzky, livret Erik Charell, Opéra national de Lorraine
- 1986 : Les Contes d'Hoffmann de Jacques Offenbach, Théâtre Graslin
- 1987 : Donna abbandonata, Opéra national de Lorraine
- 1987 : Wozzeck de Alban Berg, Opéra national du Rhin
- 1987 : La Veuve joyeuse de Franz Lehár, Opéra national de Lorraine
- 1988 : Le Roi Priam de Michael Tippett, Opéra national de Lorraine

- 1997 : La Tragédie de Carmen d'après Carmen de Georges Bizet,

- 2000 : La Valse des adieux de Louis Aragon, Théâtre des Célestins
- 2004 : Le Bagne de Jean Genet, Théâtre national de Nice, Théâtre de l'Athénée en 2006
- 2005 : Don Carlos de Giuseppe Verdi
- 2005 : L'Idiot d'après Fiodor Dostoïevski, Théâtre des Capucins, Théâtre national de Nice
- 2006 : Pas de prison pour le vent d'Alain Foix
- 2007 : Pas de prison pour le vent d'Alain Foix, Théâtre du Lucernaire
- 2007 : L'Idiot d'après Fiodor Dostoïevski, Théâtre Mouffetard
- 2007 : Hamlet/Lorenzo d'après William Shakespeare et Alfred de Musset, Festival d'Avignon Off, Théâtre antique d'Arles
- 2008 : Lorenzaccio de Alfred de Musset, Théâtre de L'Oulle - Avignon et tournée en 2009 : Théâtre national de Nice
- 2009 : Corrida de Denis Baronnet, Théâtre du Rond-Point
- 2009 : Figures de l'envol amoureux d'Ismaël Jude, Festival d'Avignon Off Théâtre Notre-Dame
- 2010 : Notre-Dame des Fleurs de Jean Genet, Théâtre national de Nice

## Distinctions

### Prix
- 1963 : Grand Prix du théâtre du Syndicat de la critique pour Dans la jungle des villes.
- 2006 : Prix Alfred-Verdaguer de l’Académie française pour l'ensemble de son œuvre.

### Décorations
- Commandeur de l'ordre des Arts et des Lettres Il est fait commandeur lors de la promotion du 19 février 1993[5].

## Publication
- 2007 : Sans relâche, histoire d'une vie, Actes Sud, Arles, 259 p.  (ISBN 978-2-7427-7166-0)